# 公民社會組織
「公民社会组织」泛指在社区中活動的一群人，而其活動方式不同于政府或企业。 请参阅： 
- 公民社会
- 非政府组织
- 社会运动组织

|  | 这是一个同类索引条目，列出擁有相同或近似名稱的同類型項目。 若您循內部連結來到此頁面，請考慮修正該，將其指向正確的條目。 |